# Bisse Falk
Anne Bisse Falk, ursprungligen Anne Browall, född 21 april 1950 i Kila församling i Södermanlands län, är en svensk journalist, fotograf, författare och filmare. 
Bisse Falk började arbeta som dekoratör men blev sedan journalist och fotograf. Hon genomgick Christer Strömholms Fotoskola och startade med Martin Nauclér bildbyrån Sigma. Hon har också arbetat på daghem som barnskötare. Sedan 1981 är hon författare på heltid. Hon har skrivit över 40 barn- och ungdomsböcker. Under 1980-talet satt hon i styrelsen i Sveriges Författarförbund. Hon har också under många år suttit i styrelsen för Barn- och Ungdomssektionen inom Sveriges Författarförbund. På 1990-talet regisserade hon sin första dokumentärfilm, Havets Ögon. Därefter har hon filmat ett antal dokumentärfilmer, men fortfarande är hennes huvudsysselsättning att skriva barnböcker.
Bisse Falk var 1973 till 1975 gift med författaren Hans Falk (född 1949), son till konstnären Lars Erik Falk och författaren Kerstin Thorvall. De fick en son tillsammans, den klassiske gitarristen Mårten Falk (född 1973).

## Priser och utmärkelser
- 1991, Östergötlands läns landsting kulturstipendium
- 1996, Dalarnas läns landstings kulturstipendium